# Champerico
Champerico är en kommunhuvudort i Guatemala.   Den ligger i kommunen Municipio de Champerico och departementet Departamento de Retalhuleu, i den sydvästra delen av landet, 160 km väster om huvudstaden Guatemala City. Champerico ligger 9 meter över havet och antalet invånare är 7 761.
Terrängen runt Champerico är mycket platt. Havet är nära Champerico åt sydväst.  Det finns inga andra samhällen i närheten. Omgivningarna runt Champerico är en mosaik av jordbruksmark och naturlig växtlighet.